# Variadas Emociones (álbum)
Variadas Emociones es el undécimo disco solista del cantautor uruguayo Pablo Sciuto. Fue publicado en CD por su sello independiente Hipnótica Records en el año 2016.
El álbum es un recopilatorio de colaboraciones, temas inéditos, tomas en vivo y otras rarezas del cantautor uruguayo Pablo Sciuto en su larga trayectoria . Incluye canciones junto a compositores de varias partes del globo, entre ellos, Jorge Barral, Pippo Spera, Manu Clavijo y Steven Munar. También homenajes como la canción “Corazón de Mandolín” dedicada a Gustavo Pena Príncipe y “Dinámica Fluvial” al compositor argentino Gustavo Cerati, también una versión de Luis Alberto Spinetta de su canción “Durazno Sangrando”, entre otros descubrimientos.
Este trabajo fue postulado a los Premios Grammy Latinos en la categoría canción de autor en los que Pablo es miembro.

## Estilo musical
Un álbum de diez canciones que engloba distintos temas suyos que quedaron fuera de otros discos, dentro de ellos algunos covers, temas dedicados y versiones en vivo.
El álbum comienza con un tributo a Gustavo Cerati, llamado “Dinámica Fluvial” acompañado por Jorge “Flaco” Barral, una canción que con una máquina de ritmo de fondo y melodías de voz Spinetteanas homenajean a Gustavo como él se merece. El disco continua con otro artista invitado, el violinista Manu Clavijo, que además de estar en el tema “Tiempo Abierto“, aparece en el tema dedicado a Gustavo Pena, mejor conocido como “El Príncipe” titulado, “Corazón de Mandolín” y un cover muy lindo, registrado en vivo, del tema “Durazno Sangrando” del groso Luis Alberto Spinetta. Esta dupla de Manu y Pablo es sencillamente perfecta, cada uno llena los vacíos del otro y espera silencioso pero no inactivo en los espacios que ocupan.
Otro precioso tema que es parte de este disco, es la versión acústica del tema “The Rain” junto a su amigo y compañero de banda el músico anglo mallorquín Steven Munar que interpretaron en su EP homónimo, Laurel Street. Y para cerrar el disco una hermosa poesía de su autoría dedicada a Mario Benedetti llamada “El Vaivén del Tiempo“ en la voz de la gran locutora española Marta Barriuso. Íntimo, personal, profundo y universal. Otro de los casos de los uruguayos que sentimos argentinos. Él quiso ir, ahí…
En una entrevista para el programa de radio madrileño "El corazón al viento", habla sobre el álbum: "En Variadas emociones había una necesidad de ofrendar a las emociones que yo tenía dentro y por lo tanto me parecía bonito homenajearlas como el almanaque de la gente que me marcó. Luis Alberto Spinetta era indudable, Gustavo Pena "El Príncipe" ni te digo porque le conocí e incluso le grabé un disco en su casa, "El Príncipe" era un personaje muy interesante, entrañable y querido, en el caso de Cerati es porque me mata Cerati. Para mí Gustavo Cerati es el mayor compositor a nivel del pop latino… yo escuchaba sin parar Amor amarillo que me volaba la cabeza -es mi disco de cabecera-.

## Lista de canciones
| Lado A |                                                               |                            |          |  |
| N.º    | Título                                                        | Escritor(es)               | Duración |  |
| 1.     | «Dinámica fluvial (Dedicada a Gustavo Cerati)»                |                            | 4:22     |  |
| 2.     | «Tiempo abierto»                                              |                            | 5:06     |  |
| 3.     | «Piel de calma»                                               |                            | 4:20     |  |
| 4.     | «Corazón de mandolín (Dedicada a Gustavo Pena "El Príncipe".» |                            | 4:37     |  |
| 5.     | «The rain (Laurel Street)»                                    |                            | 3:29     |  |
| 6.     | «Casa»                                                        |                            | 3:14     |  |
| 7.     | «Durazno sangrando»                                           | Luis Alberto Spinetta      | 3:06     |  |
| 8.     | «Piel persa»                                                  |                            | 2:37     |  |
| 9.     | «99 pasos»                                                    |                            | 3:24     |  |
| 10.    | «El vaivén del tiempo (Poesía dedicada a Mario Benedetti)»    | Pippo Spera y Pablo Sciuto | 1:04     |  |

## Ficha técnica
Pablo Sciuto: Guitarra acústica, española, programaciones y voz.
Manu Clavijo: Violines en A2, A4, A5 y A7.
Elias Leceta: Chelo en A5.
Jorge Barral: Chaturangi en A1.
Steven Munar: Coros y guitarra acústica en A5. 
Marta Barriuso: Locución en A10.
- Grabado, mezclado y masterizado en Casa Sonora por Pablo Sciuto en agosto de 2016.
- Producción artística y ejecutiva: Pablo Sciuto
- Diseño de portada: Estudio Ojo Binario